# Liêm Cần
Liêm Cần là một xã cũ thuộc huyện Thanh Liêm, tỉnh Hà Nam, Việt Nam. Từ năm 2025, xã này hợp nhất với xã Thanh Hà thành xã Liêm Hà.

## Địa lý
Xã có diện tích 7,16 km², dân số năm 1999 là 7.223 người, mật độ dân số đạt 1.009 người/km².

## Hành chính
Xã Liêm Cần được chia thành 4 thôn: Ngũ Cõi, Nhất Nhì, Tam Tứ, Vực Trại Nhuế.

## Đền Lăng
Quần thể di tích đền Lăng gồm Đền Thượng, Đền Trung, Đền Hạ và Đền Tam Thiên Nhân thuộc thôn Cõi xã Liêm Cần, huyện Thanh Liêm là vua Đinh Tiên Hoàng và 3 vua nhà Tiền Lê (Lê Đại Hành, Lê Trung Tông, Lê Long Đĩnh) trên vùng đất tương truyền là quê hương của Vua Lê Hoàn.